# White River, Alaska/Yukon
White River är ett vattendrag i USA och Kanada. Källorna ligger i Alaska i USA och mynningen i Yukonfloden ligger i Yukon i Kanada. 
Trakten runt White River är nära nog obefolkad, med mindre än två invånare per kvadratkilometer.